# Barry Weingast

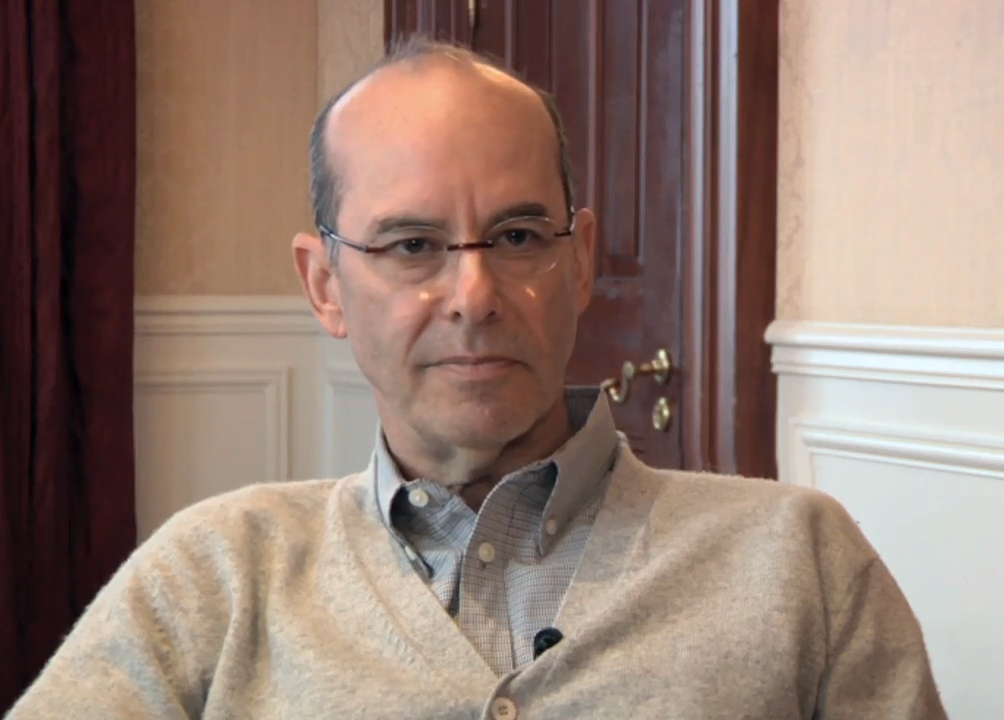
Barry Weingast (2013)

Barry Robert Weingast (* 1. September 1952 in Los Angeles) ist ein US-amerikanischer Politologe und Ökonom. Seit 1989 ist er an der Stanford University tätig, zuvor war er elf Jahre an der Washington University. Sein Forschungsinteresse gilt der Neuen Politischen Ökonomie und der Erklärung von politischen Vorgängen und Institutionen mithilfe der Anwendung von Rational-Choice-Ansätzen.

## Werdegang
Barry Weingast studierte bis 1973 Mathematik an der University of California, Santa Cruz, wo er den Bachelor of Arts erwarb. Im Anschluss nahm er am California Institute of Technology ein Graduiertenstudium in Wirtschaftswissenschaften auf. Mit seiner im September 1977 fertiggestellten Dissertation A Representative Legislature and Regulatory Agency Capture, in welcher er Gesetzgebungsprozesse in Legislativorganen untersuchte, wurde ihm dort im Juni 1978 der Ph.D. verliehen.
Bereits 1977 hatte er am Fachbereich für Wirtschaftswissenschaften der Washington University in St. Louis eine Stellung als Assistant Professor erhalten. 1983 wurde er dort Associate Professor für Wirtschaftswissenschaften und Politische Ökonomie, ehe seine Position 1986 zu einer vollen Professur aufgewertet wurde. Zudem war Weingast von 1986 bis 1987 für knapp eineinhalb Jahre als Gastwissenschaftler bei der Hoover Institution an der Stanford University, bei der er anschließend Fellow wurde. Im Frühjahr 1987 war er an der Stanford University zudem Gastprofessor an der dortigen Graduiertenschule School of Business.
Im September 1989 wechselte Barry Weingast vollständig an die Stanford University und übernahm dort eine Professur für Wirtschaftswissenschaften. Im Frühjahr 1990 war er Gastprofessor an der School of Business der University of California, Berkeley. Ab April 1992 war er bis 1996 Fellow des Institute for Policy Reform in Washington, D.C. Von 1993 bis 1994 war er zudem Fellow des Center for Advanced Study in the Behavioral Sciences in Stanford.
Innerhalb der Stanford University wechselte Weingast im September 1992 hauptamtlich in den Fachbereich für Politikwissenschaft. Von 1996 bis 2001 amtierte er als dessen Vorsitzender, nachdem er bereits ab 1995 ein Jahr lang stellvertretender Vorsitzender des Fachbereichs gewesen war. 2002 war er als Gastwissenschaftler an der Law School der University of Virginia, 2007 an der Law School der University of Southern California sowie 2008 an der Northwestern University. 2004 wurde er Fellow der Forschungseinrichtungen Stanford Center for International Development und Stanford Institute for International Studies. 2015 war er als Gastprofessor an der University of Auckland in Neuseeland.
Ab 1998 war Weingast zudem bis 2001 im Board of Directors der erst im Jahr zuvor gegründeten International Society for New Institutional Economics (seit 2015: Society for Institutional & Organizational Economics). Von 2011 bis 2012 übernahm er deren Leitung als Präsident.
1996 wurde Barry Weingast Mitglied der American Academy of Arts and Sciences. Darüber hinaus wurde er 2011 Mitglied der National Academy of Sciences.

## Bedeutung
Die Datenbank Research Papers in Economics listet Weingast unter Berücksichtigung verschiedener Kennzahlen, wie der Anzahl an Arbeiten und Zitationen, unter den besten 2,5 Prozent der Ökonomen. Seine am häufigsten zitierte Arbeit ist dabei ein 1989 erschienener, zusammen mit dem späteren Nobelpreisträger Douglass North verfasster Artikel, in welchem North und Weingast die verfassungsrechtlichen Arrangements und die Entstehung von Institutionen in England nach der Glorious Revolution im späten 17. Jahrhundert untersuchen.
Weingast war mit einem 1984 in Public Choice veröffentlichten Artikel der erste Autor, der die Prinzipal-Agent-Theorie auf das Verhältnis von US-Kongress und Öffentlicher Verwaltung anwendete, womit er zahlreiche Nachfolgeartikel auslöste.

## Trivia
Wegen der häufigen Zusammenarbeit von Mathew D. McCubbins, Roger Noll und Barry Weingast erreichte für dieses Team auch das Kürzel „McNollgast“ Bekanntheit.